# Rohrbach (rivière)
Pour les articles homonymes, voir Rohrbach.
Le Rohrbach est un ruisseau qui coule en Alsace dans le Bas-Rhin. C'est un affluent de la Zorn et donc un sous-affluent du Rhin.
Il traverse successivement les Communautés de communes du Pays de Saverne, du Kochersberg et du Pays de la Zorn.

## Hydronymie
Rohrbach signifie le "Ruisseau du Roseau". Rohr est une commune du Bas-Rhin qu'il traverse.

## Géographie
La rivière prend sa source dans le pays de Saverne à Wolschheim. Elle traverse ensuite les communes de Maennolsheim, Friedolsheim, Landersheim, Rohr, Gougenheim et Schaffhouse-sur-Zorn avant de se jeter dans la Zorn à Hochfelden
Le Rohrbach rejoint la Zorn dans la vallée moyenne de la Zorn, secteur de méandres allant de Saverne à Geudertheim

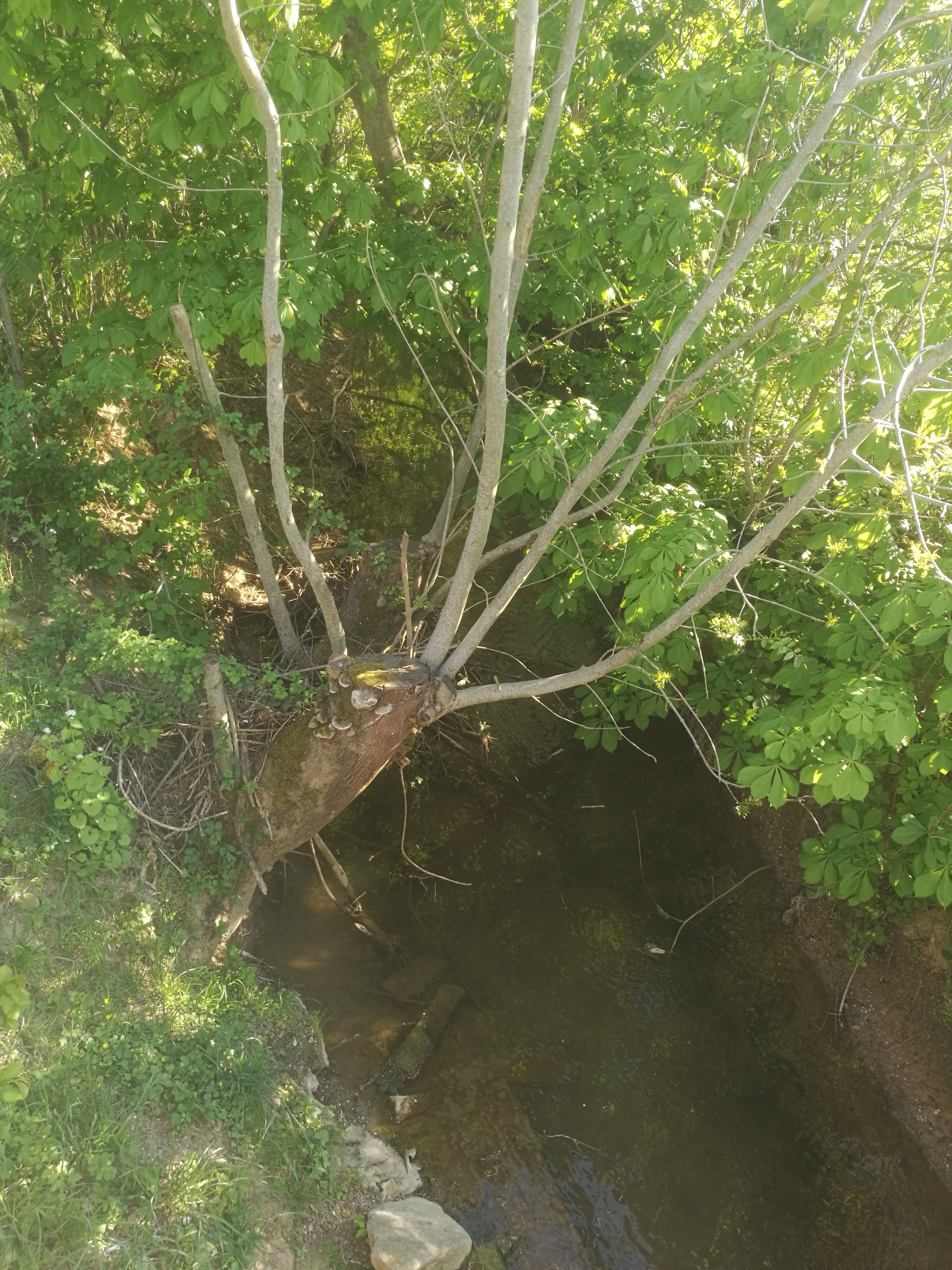
Ruisseau du Rohrbach entre Rohr et Gougenheim
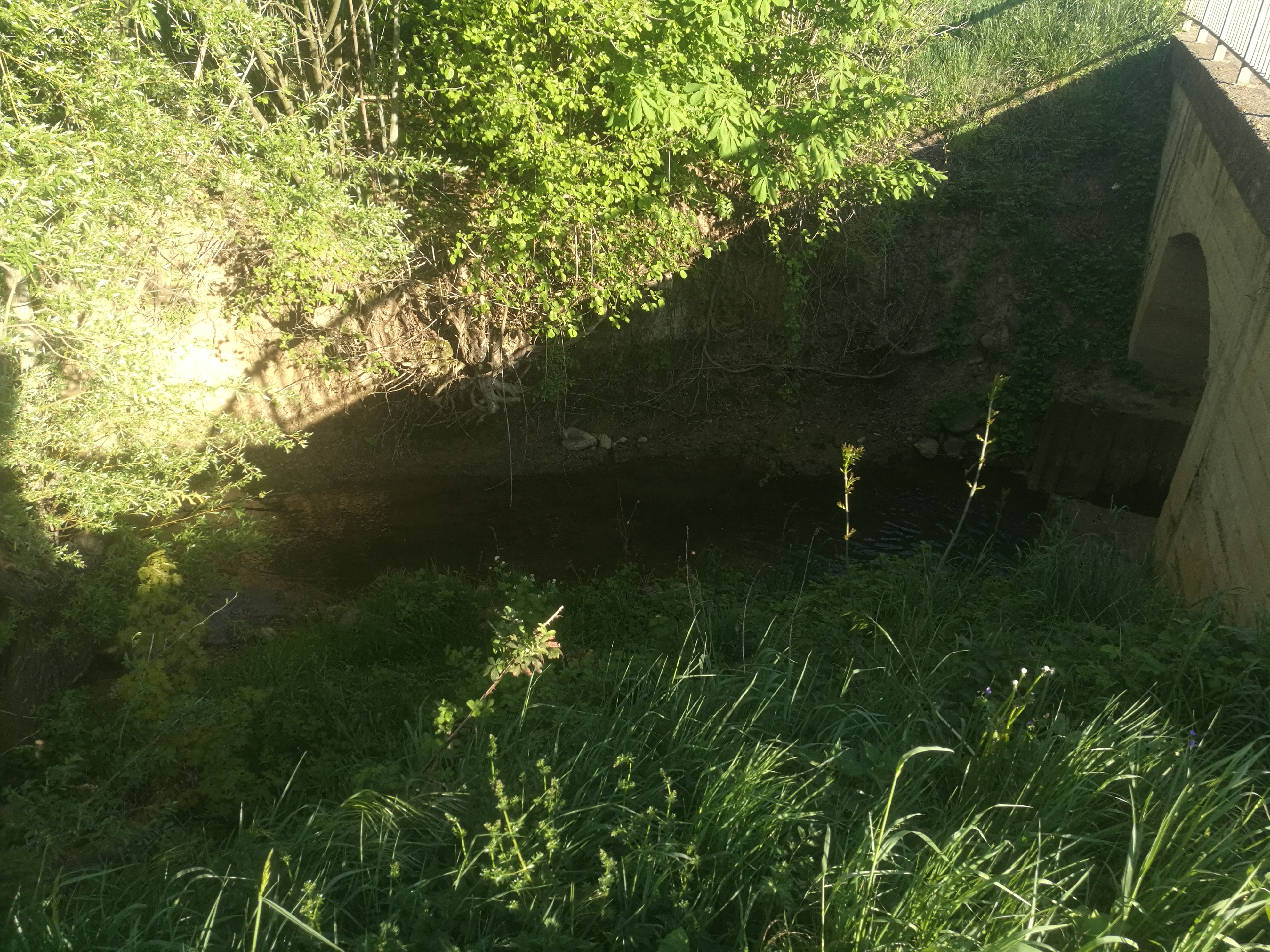
Ruisseau du Rohrbach passant sous la route D31

## Qualité de l'eau
L'état écologique du Rohrbach à Hochfelden pour la péride 2016-2018 était classé comme médiocre, le principal problème étant le taux de nutriments trop élevé (nitrites, phosphates, phosphore)

## Affluents
Liste des affluents du Rohrbach :
- Ruisseau le Muhlgraben (6 km)
- Ruisseau l'Ostergraben (3 km)
- Ruisseau le Gaensbach (3 km)
- Ruisseau le Gingsheimerbaechel (3 km)
- Ruisseau le Dorfgraben (2 km)
- Ruisseau le Garbachgraben (2 km)
- Ruisseau le Muhlgraben (2 km)
- Ruisseau le Rosslaufgraben (1 km)
- Ruisseau le Luetzelbach (1 km)